# Дони-Присьян
Дони-Присьян (серб. Доњи Присјан) — населённый пункт в общине Власотинце Ябланичского округа Сербии.

## Население
Согласно переписи населения 2002 года, в селе проживало 330 человек (299 сербов, 26 цыган и 5 лиц неизвестной национальности).
| Численность населения | Численность населения | Численность населения | Численность населения | Численность населения | Численность населения | Численность населения | Численность населения |
| 1948                  | 1953                  | 1961                  | 1971                  | 1981                  | 1991                  | 2002                  | 2011                  |
| --------------------- | --------------------- | --------------------- | --------------------- | --------------------- | --------------------- | --------------------- | --------------------- |
| 983                   | 1024                  | 1003                  | 845                   | 692                   | 474                   | 330                   | 206                   |

## Религия
Согласно церковно-административному делению Сербской православной церкви, село относится к Запланьскому приходу Второго нишского архиерейского наместничества Нишской епархии.